# Чемпіонат Швейцарії з хокею 1965
Чемпіонат Швейцарії з хокею 1965 — 54-й чемпіонат Швейцарії з хокею (Національна ліга А). Чемпіоном став СК «Берн» (2 титул). НЛА покинув ХК «Янг Спрінтерс».

## Підсумкова таблиця
| М   | Команда             | І  | Пер | Н | Пор | ШЗ | ШП  | О  |
| --- | ------------------- | -- | --- | - | --- | -- | --- | -- |
| 1.  | СК «Берн»           | 18 | 14  | 3 | 1   | 95 | 49  | 31 |
| 2.  | ХК «Вілларс»        | 18 | 13  | 1 | 4   | 82 | 32  | 27 |
| 3.  | ХК «Лангнау»        | 18 | 11  | 1 | 6   | 75 | 55  | 23 |
| 4.  | ХК «Клотен»         | 18 | 11  | 0 | 7   | 85 | 91  | 22 |
| 5.  | ХК «Серветт-Женева» | 18 | 9   | 1 | 8   | 92 | 72  | 19 |
| 6.  | Грассгоппер-Клуб    | 18 | 7   | 3 | 8   | 71 | 63  | 17 |
| 7.  | ХК «Вісп»           | 18 | 7   | 1 | 10  | 71 | 90  | 15 |
| 8.  | ХК «Давос»          | 18 | 5   | 2 | 11  | 58 | 87  | 12 |
| 9.  | Цюрих СК            | 18 | 5   | 1 | 12  | 80 | 90  | 11 |
| 10. | ХК «Янг Спрінтерс»  | 18 | 1   | 1 | 16  | 57 | 137 | 3  |

## Чемпіонський склад СК «Берн»
- Воротарі: Роланд Буше, Рене Кінер, Рене Саттер
- Захисники: Вернер Кунц, Маріо Пеллегріні, Макс Регг, Курт Нобс
- Нападники: Рольф Дітельм, Роланд Делльспергер, Вальтер Геміг, Біт Кун, Пол Меззерлі, Макс Мюллер, Петер Штаммбах, Петер Шмідт, Ульріх Ошенбейн, Роджер Шмідт, Ганц Цурбрігген, Петер Цурбрігген
- Головний тренер: Ед Рігле

## Найкращі бомбардири
1. Фріц Неф (ХК «Серветт-Женева») — 46 очок (35 + 11)
2. Улі Лютхі (ХК «Клотен») - 45 очок (23 + 12)
3. Курт Пфамматтер (ХК «Вісп») - 33 очка (15 + 18)
4. Гайнц Лютхі (ХК «Клотен») - 33 очка (10 + 23)